# 洛坎机场
洛坎机场建于1934年，是目前菲律宾本格特省碧瑶市唯一的机场，被菲律宾民用航空局(CAAP)列为二级机场（即国内小型机场）。该机场海拔4250英尺（约1295.4米），坐落在碧瑶市和菲律宾军官学校之间。洛坎机场跑道较短，能见度时常较低，跑道两端还有深深的沟壑，对飞机起飞与降落构成了极大的威胁，甚至间接导致了几次飞机事故。机场目前已关闭，相关人员正在就修缮问题商讨中，菲律宾民航局宣布机场将在2022年12月16日正式向商业航班开放。

## 事故
- 1952年，菲律宾航空公司一架道格拉斯DC-3型飞机在洛坎机场起飞时失事。[3]
- 1987年6月27日上午，菲律宾航空206号班机（霍克·西德利HS748型（英语：Hawker Siddeley HS 748））在季风季节试图降落时坠毁在乌古山（Mt. Ugo) 山坡，机上机组成员及乘客共50人全部遇难。之后，菲律宾空军一架UH-1直升机在回收失事班机作业中失踪。[4]
- 2005年5月25日，菲律宾空军一架T-41梅斯卡勒罗人教练机在起飞后不久坠毁，机上四名飞行员全部死亡。[5]
- 2009年4月7日, 菲律宾空军一架贝尔412型总统直升机（英语：Bell_412）由于突然变化的恶劣天气原因试图返回洛坎机场，之后在飞往伊富高省首府拉加韦（Lagawe，Ifugao）时坠毁于距洛坎机场50多公里的普洛格山山坡上, 机上包括菲律宾总统格洛丽亚·马卡帕加尔-阿罗约的八名得力助手在内全部人遇难。事后，菲律宾行政部门马拉卡南宫向八名死亡的助手家庭表示哀悼。八名助手原本被派遣去勘查一个总统计划去视察的山区公路项目所在地。事故发生后，总统格洛丽亚·马卡帕加尔-阿罗约取消了原定的视察行程。美国官方随后派出CH-46海骑士直升机搜寻此次失事直升机，相关搜救至2019年为止仍在进行中。[6][7]